# Duliophyle agitata
Duliophyle agitata är en fjärilsart som beskrevs av Butler 1878. Duliophyle agitata ingår i släktet Duliophyle och familjen mätare. Inga underarter finns listade i Catalogue of Life.